# Jean Louis August Loiseleur-Deslongchamps
Jean Louis August(e) Loiseleur-Deslongchamps (24 de marzo de 1774 - 8 de mayo de 1849 ) fue un médico, naturalista, botánico francés.

## Biografía
Era hijo único de Jean-Louis Loiseleur des Longchamps, Consejero del Rey en la elección de Dreux, vicepresidente del Directorio de Eure-et-Loir (1792), y de Geneviève Amoreau.
Recibe en París el título de doctor en medicina en 1805, con la tesis titulada Investigaciones sobre la antigüedad de los purgantes y sobre los purgantes indígenas), y cuando la Academia se reorganizó en 1821, tomó parte en la sección de historia natural médica.
Los descendientes de Loiseleur-Deslongchamps siguen perpetuando la tradición familiar de su vínculo con la naturaleza, adaptándose al nuevo tiempo, hasta convertirse en viveristas luego en paisajistas.
Doctor en medicina, autor de "Flora Gallica" (1806-1807) y de numerosos otros trabajos, ya orientaba sus investigaciones hacia la fitoterapia.
Se interesa también por la sericicultura del gusano de seda y edita varios artículos sobre estos animales y sobre el cultivo de la morera.
Redacta los volúmenes 5, 6 y 7 de 1812, 1815, 1819) ilustrados por Redouté y por Bessa, del Traité des arbres ou Nouveau Duhamel, publicado en París, de Duhamel du Monceau. Participa también en Flore générale de France ou Iconographie, description et histoire de toutes les plantes (Ferra jeune, París, 1828-1829) junto con Christiaan H. Persoon (1755-1837), Francois Benjamin Gaillon (1782-1839), Jean-Baptiste A. Dechauffour de Boisduval (1799-1879) y de Louis A. de Brébisson (1798-1872). Participa también en la publicación del estudio Le Bon jardinier, una enciclopedia hortícola.

## Algunas publicaciones
- Herbier général de l'Amateur (de fleurs) en ocho vols.

- Recherches Historiques Botaniques et médicales Sur Les Narcisses Indigènes, pour servir à l'histoire des plantes de France. Auduin, 1810

- Nouveau voyage dans l'empire de Flore, ou Principes élémentaires de botanique. París, Méquignon, 1817

- Manuel des plantes usuelles indigènes, ou histoire abrégée des plantes de France, distribuées d'après une nouvelle méthode: contenant leurs propriétés et leurs usages en médecine, dans la pharmacie et dans l'économie domestique. París : Méquignon aîné, père 1819. Dos vols.

- Flora Gallica, seu enumeratio plantarum in Gallia sponte nascentium, secundum linnaeanum naturalium synopsi. Editio secunda aucta et emendata. París, 1828

- Rapport sur la culture du mûrier et les éducations de vers à soie, dans les environs de Paris, en 1836

- Nouvel Herbier de l'Amateur, contenant la description, la culture, l'histoire et les propriétés des plantes rares et nouvelles cultivées dans les jardins de Paris avec figures peintes d'après nature par Deville, élève de Bessa. Ocho vols. París, Audot, 1816-1827

- Considérations sur les céréales, et principalement sur les froments. París : Libraire de Madame V. Bouchard-Huzard, 1842-1843

- La Rose, son histoire, sa culture, sa poésie Audot, París, 1844

## Honores
Se le dedicaron especies vegetales, en particular una Draba que crece sobre las más altas cumbres de Córcega. Esta última, Draba loiseleurii Boiss.: la draba de Loiseleur, permanece confinada en las rocas y prados rocosos del piso alpino (macizo del Cintu y el Ritondu). Se trata de una especie endémica estricta. La floración de esta pequeña Crucífera, terminal en el tallo, precede a la aparición de silículas parduscas, erizadas de pelos (frutas).
- La abreviatura «Loisel.» se emplea para indicar a Jean Louis August Loiseleur-Deslongchamps como autoridad en la descripción y clasificación científica de los vegetales.[1]

## Fuente
- Philippe Loiseleur des Longchamps Deville . Portraits de famille, París, Les Presses Réunies, marzo de 1964, pp. 11-14